# Foenatopus menglongensis
Foenatopus menglongensis  (лат.) — вид наездников рода Foenatopus из семейства Stephanidae. Китай (Yunnan).

## Описание
Эндопаразиты насекомых. Длина тела самок 7,4 мм, длина переднего крыла 4,6 мм, длина яйцеклада 6,8 мм. От близких видов отличается следующими признаками: яйцеклад темно-коричневый; задние бёдра с 2 крупными вентральными зубцами; лоб и темя грубо морщинистые; пронотум грубо морщинистый; птеростигма короткая.
Основная окраска тела коричневато-чёрная (голова красновато-коричневая). Голова и 3-й тергит с желтоватыми отметинами. Шея спереди выемчатая, с мелкими бороздками; задняя часть пронотума градуально сливается с оставшейся частью переднеспинки; метаплеврон узкий; жилка 2-SR и 2-SR+M переднего крыла отсутствует; жилка 2-CU1 переднего крыла не полностью редуцирована; задние голени сплющены в базальной части; задние лапки самок 3-члениковые.